# Karl Hundason
Karl Hundason (también Karl Hundisson), es un personaje histórico de la saga Orkneyinga que le menciona como rey de los escoceses en un capítulo donde relata la guerra que mantuvo con el jarl Thorfinn Sigurdsson “el Poderoso”, caudillo vikingo de las Orcadas en el siglo XI.
La saga Orkneyinga desprende que la disputa entre Karl y Thorfinn surge cuando Karl es proclamado el rey de los escoceses y reclama la soberanía sobre Caithness. Según la saga, Thorfinn derrotó a Karl en una batalla naval cerca de Deemess al este de Mainland. El sobrino de Karl, Mutatan o Muddan, había sido designado para gobernar Caithness pero murió en batalla cerca de Thurso por Thorkel Amundason, guerrero vikingo de las Orcadas y padre adoptivo de Thorfinn. La batalla final tuvo lugar en Tarbat Ness, en el flanco sur de Dornoch Firth que acabó con la derrota definitiva de Karl, acabando como fugitivo o muerto. Thorfinn, según la saga, marchó hacia el sur de Escocia llegando hasta Fife, arrasando y devastando por donde pasaba y llegó a obtener hasta siete condados escoceses bajo su poder.
De los capítulos de la saga se desprende que Karl, hijo de Hundi, representaba un largo conflicto local entre vikingos y escoceses de Moray o Ross. La narrativa se fundamenta en la idea que la lucha entre Thorfinn y Karl es una continuación de los desencuentros que hubo desde el siglo IX por los jarls de las Orcadas, especialmente entre Ljot Thorfinnsson y Sigurd el Fuerte, contra los príncipes o mormaers de Moray, Sutherland, Ross y Argyll. De hecho Malcolm y Karl fueron mormaers de una de estas cuatro provincias.

## Celta o escandinavo
No obstante, la identidad de Karl Hundason es desconocida y no aparece en las fuentes irlandesas y escocesas y ha sido origen de discordia entre historiadores. William Forbes Skene en su obra Highlanders of Scotland (“Highlanders de Escocia”) intentó reconciliar los testimonios entre anales irlandeses y las sagas nórdicas. La propuesta de Skene es que Karl (o Kali) Hundason es "Malcolm MacKenneth", hijo de Kenneth III de Escocia (Cináed mac Duib), successor de Malcolm II (Máel Coluim mac Cináeda) en el norte del reino, mientras que el sur estaba dominado por Duncan I (Donnchad mac Crínáin). La teoría fue menospreciada por Eben William Robertson por considerarla demasiado compleja. Robertson propuso que Karl debería identificarse con Duncan I. El candidato más popular es para muchos otros Macbeth de Escocia (Mac Bethad mac Findláich), cuyo padre aparece en la saga de Njál citado como "jarl Hundi".
A la vista que Karl Hundason solo aparece en la saga Orkneyinga, y en particular en el Þórfinnsdrápa del escaldo Arnórr Jarlaskáld, se mantiene el escepticismo desde la propuesta de Robertson y se considera, de momento, un personaje de ficción en un episodio de carácter poético. Por último Alex Woolf sugirió que la identidad es más simple. Cuando la saga relata la infancia de Thorfinn, menciona a un hermano llamado  "Hvelp o Hundi" que fue a Noruega con el rey Olaf Tryggvason y murió allí. Woolf propone que Karl Hundason, lejos de ser un incierto y presunto rey de Escocia, era el hermano de Thorfinn, algo que también planteó con cautela otro historiador Willie Thomson en 2001.